# Niente di serio (film)
Niente di serio è un film del 2018 diretto da Laszlo Barbo.

## Trama
Due arzille Thelma e Louise di ottant'anni decidono di vivere il viaggio della loro vita. Scappano dal noioso ospizio di Roma verso Venezia in cerca di libertà e per realizzare un sogno. Questa fuga attirerà su di loro le attenzioni di chi le aveva dimenticate.

## Produzione
Le riprese si sono svolte tra il luglio e l'agosto del 2016 tra Veneto, Toscana e Lazio.

## Distribuzione
Il film programmato per un'uscita cinematografica primaverile nel 2017 ha avuto la sua premiere internazionale nel settembre 2018 a Canberra all'interno del Lavazza Italian Film Festival e comprensibilmente risulta ancora inedito in Italia.